# 1125 China
1125 China este un asteroid din centura principală, descoperit pe 30 octombrie 1957, de Observatorul Zijinshan.